# Ann Sheridan
Ann Sheridan (21 de febrer de 1915 - 21 de gener de 1967) fou una actriu estatunidenca.
El seu verdader nom era Clara Lou Sheridan, i va néixer a Denton (Texas). Quan era estudiant, la seva germana va enviar una fotografia seva a Paramount Pictures. A conseqüència d'això va guanyar un concurs de bellesa, una part del premi del qual consistia a aparèixer en una pel·lícula de la Paramount. Abandona els estudis per fer carrera a Hollywood.
Va debutar en el cinema el 1934, als 19 anys, a la pel·lícula Search For Beauty, i durant uns dos anys va participar en diverses pel·lícules de la Paramount sense constar en els títols de crèdit. Paramount no va fer gaire per desenvolupar el talent de Sheridan, pel que ella abandona l'estudi i signa un contracte amb Warner Bros el 1936, moment en què canvia el seu nom.
La carrera de Sheridan va començar a millorar i la bellesa pèl-roja aviat es convertiria en la principal sex symbol de la Warner. Va rebre papers importants, així com reaccions positives tant de la crítica com del públic en pel·lícules com ara Angels with Dirty Faces (1938), junt a James Cagney i Humphrey Bogart; Dodge City (1939) amb Errol Flynn i Olivia De Havilland; Torrid Zone amb Cagney i La passió cega amb George Raft i Bogart (1940); L'home que va venir a sopar (1942) con Bette Davis, i Kings Row (1942), on va compartir la capçalera del repartiment amb Ronald Reagan, Robert Cummings i Betty Field.
Malgrat aquests èxits, la seva carrera va començar a declinar. El seu paper a I Was a Male War Bride (1949), dirigida per Howard Hawks i interpretada també per Cary Grant, li va donar el seu altre gran èxit, però en la dècada dels cinquanta li va ser difícil trobar feina, i les seves actuacions en el cinema van començar a ser esporàdiques.

## Filmografia
- Search for Beauty (1934)
- Bolero (1934)
- Come on Marines (1934)
- Murder at the Vanities (1934)
- Shoot the Works (1934)
- Kiss and Make Up (1934)
- The Notorious Sophie Lang (1934)
- Ladies Should Listen (1934)
- You Belong to Me (1934)
- Wagon Wheels (1934)
- The Lemon Drop Kid (1934)
- Mrs. Wiggs of the Cabbage Patch (1934)
- Ready for Love (1934)
- Star Night at the Coconut Grove (1934)
- Behold My Wife (1934)
- Limehouse Blues (1934)
- Enter Madame (1935)
- One Hour Late (1935)
- Home on the Range (1935)
- Rumba (1935)
- Car 99 (1935)
- Rocky Mountain Mystery (1935)
- Mississippi (1935)
- The Red Blood of Courage (1935)
- The Glass Key (1935)
- The Crusades (1935)
- Hollywood Extra Girl (1935)
- Fighting Youth (1935)
- Sing Me a Love Song (1937)
- Black Legion (1937)
- The Great O'Malley (1937)
- San Quentin (1937)
- Wine, Women, and Horses (1937)
- The Footloose Heiress (1937)
- Alcatraz Island (1937)
- She Loved a Fireman (1937)
- The Patient in Room 13 (1938)
- Out Where the Stars Begin (1938)
- Mystery House (1938)
- Little Miss Thoroughbred (1938)
- Cowboy from Brooklyn (1938)
- Letter of Introduction (1938)
- Broadway Musketeers (1938)
- Angels with Dirty Faces (1938)
- Em van fer un criminal (They Made Me a Criminal) (1939)
- Dodge City (1939)
- Naughty But Nice (1939)
- Winter Carnival (1939)
- Indianapolis Speedway (1939)
- The Angels Wash Their Faces (1939)
- Castle on the Hudson (1940)
- It All Came True (1940)
- Torrid Zone (1940)
- La passió cega (They Drive by Night) (1940)
- City for Conquest (1940)
- Honeymoon for Three (1941)
- Navy Blues (1941)
- L'home que va venir a sopar (1942)
- Kings Row (1942)
- Juke Girl (1942)
- Wings for the Eagle (1942)
- George Washington Slept Here (1942)
- Edge of Darkness (1943)
- Thank Your Lucky Stars (1943)
- Shine On, Harvest Moon (1944)
- The Doughgirls (1944)
- One More Tomorrow (1946)
- Nora Prentiss (1947)
- The Unfaithful (1947)
- El tresor de Sierra Madre (1948) (cameo)
- Silver River (1948)
- Good Sam (1948)
- I Was a Male War Bride (1949)
- Stella (1950)
- Woman on the Run (1950)
- Steel Town (1952)
- Just Across the Street (1952)
- Take Me to Town (1953)
- Cita a Honduras (Appointment in Honduras) (1953)
- Come Next Spring (1956)
- The Opposite Sex (1956)
- Woman and the Hunter (1957)
- The Far Out West (1967)